# A fehér féreg búvóhelye
| A fehér féreg búvóhelye                   | A fehér féreg búvóhelye                   |
| Kattints az alábbi külső linkek egyikére! | Kattints az alábbi külső linkek egyikére! |
| ----------------------------------------- | ----------------------------------------- |
| Nem található szabad kép.(?)              |                                           |
| külső link · jogvédett                    | Lady Sylvia (Amanda Donohoe) akcióban     |

A fehér féreg búvóhelye (angolul: The Lair of the White Worm) egy 1988-ban bemutatott brit misztikus horrorvígjáték, amelyet Ken Russell írt és rendezett. Főszereplői Amanda Donohoe, Hugh Grant, Catherine Oxenberg, Sammi Davis és Peter Capaldi. Cselekménye csak igen lazán kapcsolódik az alapműhöz, Bram Stoker: A fehér féreg fészke (The Lair of the White Worm) című 1911-es regényéhez. Az eredetileg 19. századi történetet a rendező kortárs időbe, az 1980-as évekbe helyezte, középpontjába egy pogány kígyókultusz halhatatlan papnőjét állította és beleillesztette a „Lambton-féregről” szóló régi angliai népi legendát. A horrortörténetet Russell groteszk vígjátéki elemekkel színezte.
A filmet az amerikai Vestron Pictures finanszírozta, akik Russell előző filmjét, az 1986-os Gothic pszicho-horrort is forgalmazták. A filmet 1988 szeptemberétől az amerikai mozikban kezdték vetíteni. Kereskedelmi értelemben bukás lett, a hivatalos kritika lehúzta, bár később kultuszfilmmé vált.

## Cselekmény
Angus Flint skót régész egyetemi hallgató egy derbyshire-i faluban dolgozik egy ásatáson, egy régi apácakolostor romjait tárja fel. A lelőhely egy falusi panzió közelében fekszik, amelyet a két Trent nővér, Mary és Eve működtetnek. Angus egy szokatlan formájú koponyát ás ki, mely egy óriási méretű kígyó koponyájára hasonlít. A régész úgy véli, a leletnek köze lehet a „d’Ampton-féreg” legendájához. Ez az óriási, kígyószerű mítikus lény a középkorban állítólag a környéken garázdálkodott, és végül a közeli Stonerich-barlangban pusztította el John d’Ampton lovag, a d’Ampton-kastély mai urának, James d’Amptonnak egyik őse. James a helyi úri társaság középpontja. A kastélyában tartott zenés-táncos partyn felvonultatja a szörny papírból készült mását, és őseinek kardjával jelképesen kettévágja azt. A féreg legendájában nem hisz, mesének tartja. James Eve-nek, Angus Marynek kezd udvarolni. Mary elmondja Angusnak, hogy szüleik, Joe és Dorothy Trent egy éve nyomtalanul eltűntek, az utánuk folyó kutatás eredménytelenül zárult, de Mary úgy érzi, egy nap még visszatérhetnek.
Maryt otthonában Ernie rendőr várja. Átad neki egy, a Stonerich-barlang mélyén talált zsebórát, amelyben Mary felismeri apja tulajdonát. Joe Trentet a Temple-udvarház környékén látták utoljára, amelynek úrnője a szép és titokzatos Lady Sylvia March. Ernie rendőr meglátogatja a Temple-házat. Felbukkan Lady Sylvia, Ernie a nő hatása alá kerül és mindent elmond neki a zsebóráról és az ősi koponyáról is. A nő valójában a pogány Dionin kígyó-istenség halhatatlan papnője. A Trent nővérek panziójából ellopja az óriás koponyát. A falon függő feszületnek kimutatja hosszú hegyes méregfogait és sziszegve kígyómérget köp a feszületre. A James kíséretében hazatérő Eve megérinti a feszületet, a méreg hatására szörnyű rémlátomást él át: a keresztre feszített Jézust egy hatalmas kígyó marcangolja, a hozzá menekülő apácákat római legionáriusok erőszakolják meg tömegesen.
Az úton Lady Sylvia felvesz egy fiatal autóstoppos cserkészt, Kevint. Elviszi a Temple-házba, elcsábítja, mérgező kígyóharapásával megbénítja és megöli. Percekkel később James d’Ampton kopogtat a Temple-ház kapuján, Lady Sylvia behívja egy italra, és elpanaszolja neki, mennyire aggasztja a d’Ampton-féreg legendája. James otthon éjjel régi Méliès-filmet néz, ahol egy tojásból kikelő nő lepkévé változik. Kígyóölő ősapjának képét nézve James rémálmot lát, amelyben a Stonerich-barlang egy Concorde-repülőgép utasterévé alakul, ahová beszállva Eve Trent és Lady Sylvia a két stewardess, akik megverekszenek James életéért. A gépből kiszállva James álma a Stonerich-barlangban folytatódik, ahol rábukkan Joe Trent zsebórájára.
Felébredve James, Angus-szal és a Trent-lányokkal a barlang átkutatásra indul. Elképzelése szerint a föld alatti járatokban, a Stonerich-barlang és a Temple-ház között él egy szörny, amely megette Joe Trentet, a zsebóráját pedig nem tudta megemészteni. Eve egyedül megy vissza a panzióba, de útközben Lady Sylvia hipnotizálja és magával viszi a Temple-házba. Megállapítja, hogy Eve még szűz, így alkalmas arra, hogy misztikus rituálé keretében feláldozza őt Dionin kígyóistennek. A barlangból visszatérő Angus, James és Mary szembesülnek Eve eltűnésével. A d’Ampton-kastély tetejére erős hangszórókat szerelnek, amelyekből keleti kígyóbűvölő zene harsog, hogy odacsalja a kígyókat, köztük Lady Sylviát is. A Temple házban Lady Sylvia valóban előbújik alvókosarából (akárcsak a Méliès-film lepkelánya), és táncolva indul a zene forrása felé.
Sylvia távollétét felhasználva Angus és Mary behatolnak a Temple-házba. Ott találják Mary eltűnt anyját, Dorothyt, látszólag önkívületben. Dorothy azonban kígyónak bizonyul, méregfogaival megharapja saját lányát, Maryt, aki új rémisztő hallucinációkat lát, a megerőszakolt apácák tömeges karóba húzásáról. Angus kiszívja a mérget Mary sebéből, és hazaviszi Maryt. Riasztja James-t, hogy a kígyóbűvölés működik, számítson „látogatókra” a d’Ampton-kastélyban. Dorothy betör a kastélyba, megöli Peterst, a komornyikot, és megtámadja James-t is, de ő ősei kardjával röptében kettévágja a kígyónőt. A zene megszakad, James rájön, hogy egy másik „hüllő” is járt a kastélyban, és levette a kígyóbűvölő zenei lemezt. Felhívja a rendőrséget, és bejelenti Eve eltűnését.
Hajnalban Ernie közrendőr kiszáll a panzióba. Maryvel a rendőrőrsre indul, ehelyett a Temple-házba viszi. Mary észreveszi Ernie kezén a kígyóharapás nyomát. Menekülni próbál, a kígyóvá változó rendőr üldözi, de megérkezik Angus, teljes skót népviseletben, és dudaszóval eltéríti a kígyó-rendőrt Mary-től, aki a ház pincéjébe menekül. Ernie rátámad Angusra, de ő rövid zenés bűvölés és tusakodás után megöli. Angus ezután dudaszó mellett átkutatja a Temple-házat, hogy előcsalja az elrejtőzött Lady Sylviát. Egy kígyóölő mongúzt is bevet. Korábban a helyi kórházban kígyóméreg elleni szérumot szerzett, az összecsapásra készülve ezt beadja magának. A lesben álló Sylvia azonban füldugókat rakott be, nem hat rá a bűvölő zene. Kitör rejtekéből, a mongúzt megöli, Angust harapásával elkábítja és leviszi a ház alatti alagútba. Itt van megkötözve Mary is, aki tehetetlenül nézi, ahogy Sylvia áldozatként veti a nővérét, Eve-t Dionin kígyóistennek, az óriás fehér féregnek, amely egy mély járatból mászik felfelé. Angus magához tér, Sylviát a féreg szájába löki, a lányokat kimenti, és kézigránáttal felrobbantja a férget.
A két lányt kórházba küldik vizsgálatra. Angus James-hez készül látogatóba, hogy együtt ünnepeljék a diadalt. Angus telefont kap a kórházból, hogy sajnálatos tévedés történt: a szérum, amit elvitt, nem kígyómarás ellen való. Angus rádöbben, hogy vérében kering a kígyó mérge. James autóval felveszi Angust, aki sötéten mosolyog, majd megmutatja James-nek a lábát, Lady Sylvia mérgező harapásával…

## Szereposztás
| Szerep                        | Színész            | Magyar hangja (1. szinkron) |
| ----------------------------- | ------------------ | --------------------------- |
| Lady Sylvia Marsh             | Amanda Donohoe     | Hámori Eszter               |
| Lord James D’Ampton           | Hugh Grant         | Stohl András                |
| Angus Flint                   | Peter Capaldi      | Szatmári Attila             |
| Eve Trent                     | Catherine Oxenberg | Mezei Kitty                 |
| Mary Trent                    | Sammi Davis        | Bognár Anna                 |
| Peters, komornyik             | Stratford Johns    | Kardos Gábor                |
| Ernie közrendőr               | Paul Brooke        | Bácskai János               |
| Dorothy Trent, a lányok anyja | Imogen Claire      | N/A                         |
| Joe Trent, a lányok apja      | Christopher Gable  | N/A                         |
| Kevin, autóstoppos            | Chris Pitt         | Seszták Szabolcs            |
| Gladwell nővér, laboráns      | Gina McKee         | N/A                         |
| Jézus a keresztfán            | Lloyd Peters       | N/A                         |

## Gyártás
Russell rajongója volt Bram Stoker műveinek és írt egy forgatókönyvet a Drakula regényből, de azt sosem valósította meg. Amikor egy barátja felkérésére belekezdett, hogy A fehér féreg fészkéből forgatókönyvet írjon, először nem volt kedvező véleménnyel a regényről. Lényeges változtatásokat végzett, a kígyóimádó szekta helyett az okkult hatalmú, halhatatlan főpapnő személyét helyezte a középpontba, az egzotikus szereplők helyett mindennapi angol és skót karaktereket talált ki, a helyszínt egy angliai vidéki kisvárosba helyezte. A horrort behozta a „szomszédba”.
Lady Sylvia szerepét Russell először Tilda Swintonnak ajánlotta fel, aki azonban a forgatókönyvet megismerve visszautasította azt. A következő jelölt, Amanda Donohoe viszont lelkesedéssel fogadta a varázslónő szerepét, amelyben (éppen a képzelt karakter sajátossága miatt) sok megvalósítható színészi lehetőséget látott, úgymond „igazán gonosznak akart mutatkozni”.
A Dinasztia-sorozatból éppen felszabadult Catherine Oxenberg szerepeltetését – Russell szerint – az amerikai producer (Vestron) kívánta, mert a főszereplők között kellett egy amerikai sztárnév is. Russell beleegyezett annak ellenére, hogy Oxenberg visszautasította, hogy a végső emberáldozási jelenetben meztelenül szerepeljen. A „fehérneműben kapálózó szűzlány” képe valóban megtöri a jelenet stílusát. 1991-es önéletrajzában Russell így írt erről: „mint királyi vérből való személy, selyem fehérneműt kért a Harrods-ból, de mivel a film kis költségvetésű volt, meg kellett elégednie a Marks & Spencer pamutholmijával – de ebben is igen vonzónak látszott.”

## Utalások
Az 1971-es Ördögök című filmjéhez hasonlóan Russell A fehér féreg rejtekhelyében is a kereszténység és a pogányság (más megközelítésben a „hatalom” és a „lázadás”) konfliktusát ábrázolja, de lényegesen lazább, humorosabb formában. A film tele van a Russell stílusát jellemző érzelmes vagy groteszk átérzésekkel, visszautalásokkal. A kora középkori Britanniában (és másutt is) gyakran telepítettek keresztény kolostort vagy zárdát korábbi pogány rituális helyszínekre. Amikor a modern pogány főpapnő, Lady Sylvia (Amanda Donohoe) meglátja a feszületet a Trent-házban, vipera módon sziszegve mérget köp rá, ezt a jelenetet Russell Terence Fisher 1965-ös A sötétség hercege filmjéből emelte át, amely egy másik Bram Stoker-regényből, a Drakulából készült. Marcus Carausius római helytartó, akinek márvány mellszobra ott áll a Temple-ház csarnokában, valódi történelmi személy volt, Róma ellen lázadt és 286–293 között „Britannia és Észak-Gallia császárává” nyilvánította magát (bár a valóságban nem kapcsolódott pogány kígyókultuszokhoz). Amikor Eve Trent megérinti a kígyóméregtől szennyezett keresztet, a római civilizáció erőszakos behatolását éli át olyan szürreális hallucinációkban, mint amilyeneket az Ördögök-filmben az Orsolya-rendi apácák átélnek. A rendező Méliès előtt is tiszteleg, amikor a kígyóbűvölő zene hívására a varázslónő ugyanolyan kosárból, ugyanolyan mozdulatsorral bújik elő, mint a korábbi Méliès-inzert lepkelánya.

## Forgatási helyszínek

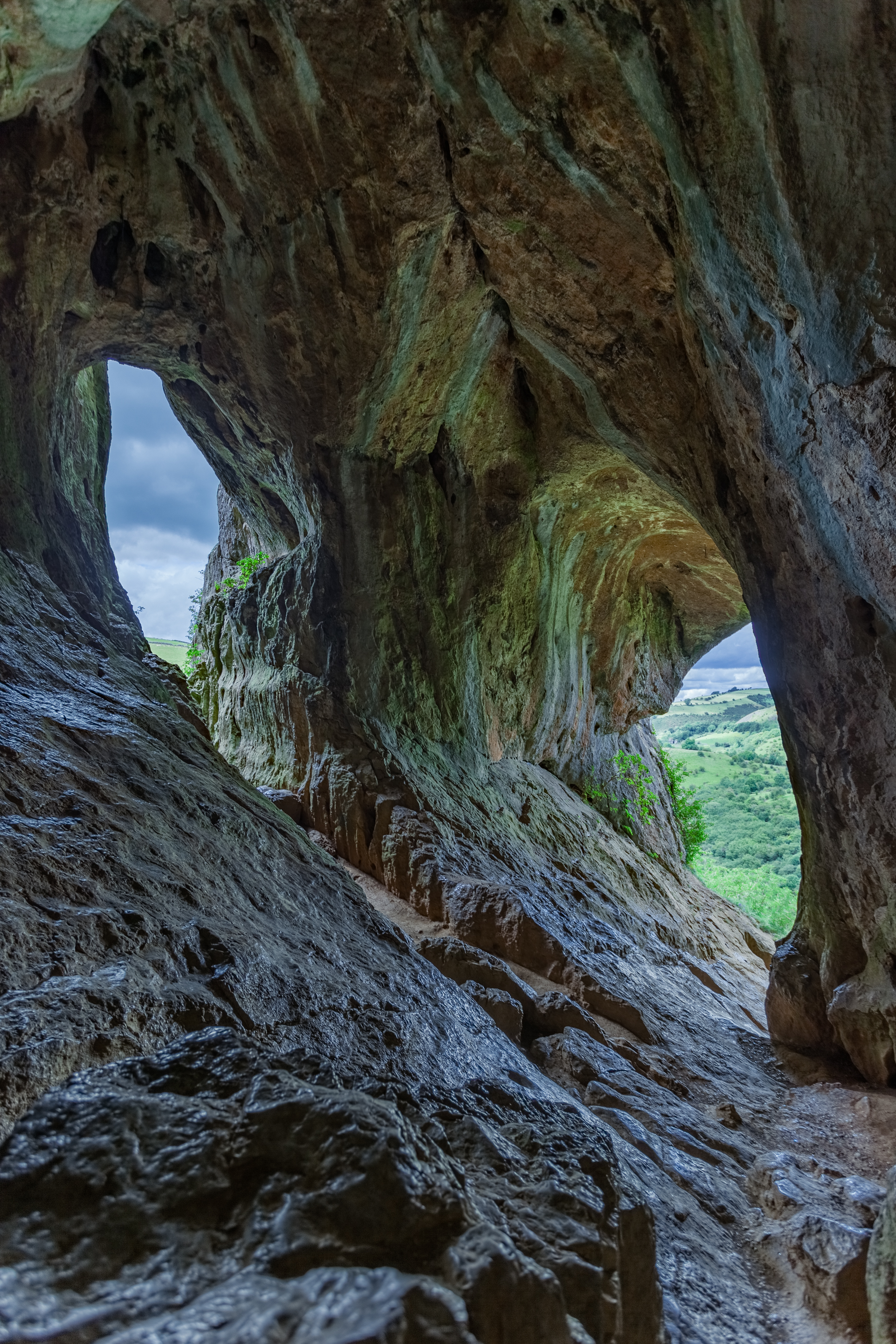
A Thor-barlang bejárata

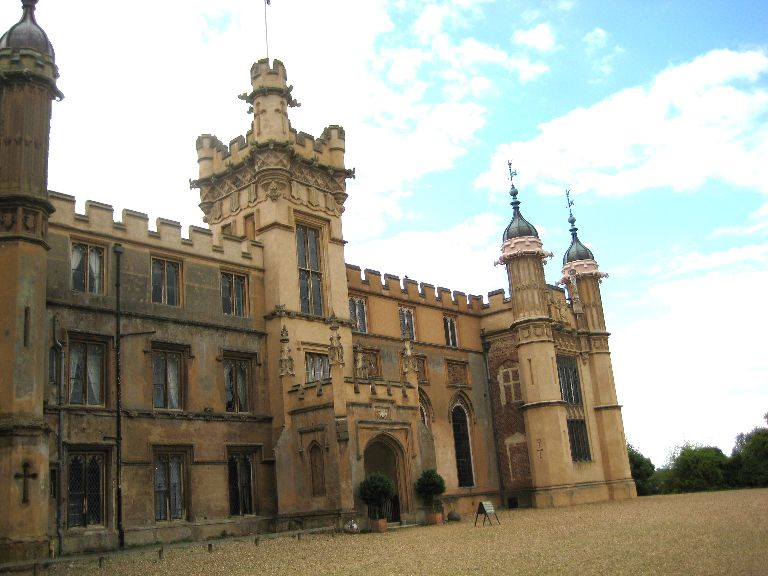
Knebworth House (kastély)

A filmet angliai helyszíneken forgatták:
- A „Stonerich-barlang” valós helyszíne a Thor’s Cave(wd), Staffordshire, Közép-Anglia. Ez egy természetes sziklaüreg, melyet Thor barlangjának neveznek, hozzá pogány germán legendák kötődnek. A barlang bejárata szerepel a film több jelenetében.
- A „D’Ampton-kastély” valójában a Knebworth House, Old Knebworth, Hertfordshire.
- A stúdiófelvételeket a Shepperton Film Studios létesítményeiben készítették, Angliában.

## Filmzene
A film kísérőzenéjét Stanislas Syrewicz állította össze. A party-jelenetben (és a filmet záró stáblista alatt) játszott „The D’Ampton Worm” skót táncdalt Emilio Perez Machado és Stephen Powys adják elő, zongorán Louise Newman kíséri. A harmonikás zenei betéteket Harry Pitch játssza.
A partyn játszott kocsmazene és a kígyókat megbűvölő skótdudás zeneszám egyaránt Clarence M. Leumane (1845–1928) angol dalszerző 1867-ben írt Lambton Worm című 1867-es szerzeményének feldolgozása. Leumane szerzeményének alapja egy régi észak-angliai népdal a Lambton-féreg legendájáról.
A népmonda egy óriási kígyóról (féregről) mesél, mely a Lambton grófok birtokát pusztította, és csak a Szentföldről visszatért ifjú Lambton lovag tudta megölni, egy boszorkánytól kapott útmutatás szerint, de az előírt rituálé be nem tartása miatt a Lambton-család több generációs átok alá került. A Lambton-féreg történetének elemeit Russel hangsúlyosan felhasználja filmjében.

## Alapmű
- Bram Stoker: The Lair of the White Worm (The Garden of Evil). William Rider and Son Ltd (angol nyelven). American Literature.com, 1911. (Hozzáférés: 2023. június 24.)

## További információ
- A fehér féreg búvóhelye a PORT.hu-n (magyarul)
- A fehér féreg búvóhelye az Internetes Szinkronadatbázisban (magyarul)
- A fehér féreg búvóhelye az Internet Movie Database-ben (angolul)
- A fehér féreg búvóhelye a Rotten Tomatoeson (angolul)
- A fehér féreg búvóhelye a Box Office Mojón (angolul)
- Le Repaire du Ver Blanc (francia nyelven). AlloCiné.fr
- The Lair of the White Worm (1989). Collections British Film Institute (BFI.org.uk). (Hozzáférés: 2023. október 16.)
- Der Biß der Schlangenfrau. Horror. Großbritannien 1988 (német nyelven). Filmdienst.de